# Музей западного и восточного искусства (Одесса)
Одесский музей западного и восточного искусства (укр. Одеський музей західного і східного мистецтва) — один из крупнейших художественных музеев Украины, собрание которого обладает широким рядом произведений высокой художественной и культурной ценности. 
Коллекция музея делится на три основных отдела: отдел западноевропейского искусства, искусства стран ближнего и дальнего Востока и отдел Античного искусства.
На базе музея действует несколько образовательных проектов для разных возрастов. Также регулярно проходят временные выставки современного и классического искусства, лекции, концертные программы, творческие встречи, презентации и проекты междисциплинарного характера.
Музей расположен в самом центре Одессы во дворце помещика Александра Михайловича Абазы (памятник архитектуры Национального значения) по адресу: ул. Пушкинская, 9.

## Коллекция музея
В коллекции музея хранятся шедевры искусства разных культур и эпох. В фондах музея находятся около 10 000 экспонатов, часть из которых экспонируются в залах музея на постоянной основе.

#### Отдел западноевропейского искусства
Наиболее обширной и полновесной выступает экспозиция западноевропейского искусства, которая занимает весь второй этаж музея. Она демонстрирует произведения живописи, графики, скульптуры и декоративно-прикладного искусства, охватывая период от эпохи Возрождения до первой половины 20-го века.
Живопись представлена картинами крупнейших мастеров Италии, Франции, Голландии, Фландрии, Германии, Австрии, Испании, скандинавских стран. Среди них выделяются имена Микеланджело Меризи да Караваджо, Франческо Граначчи, Гверчино, Алессандро Маньяско, Пьера Миньяра, Франса Халса, Юстуса Сустерманса, Руланта Саверея, Иоганна Баптиста Лампи Старшего, Томаса Лоуренса , Хуана Карреньо де Миранда, Габриеля Макса, Альберта Эдельфельта.
Музей располагает рядом интересных образцов различных видов графики: оригинальных рисунков, гравюр, выполненных в различных техниках, большой коллекцией экслибрисов, плакатов, акварелей.
Большими мастерами скульптуры были Антуана Куазевокса, Луи-Симон Буазо, Этьена Мориса Фальконе, Чезаре Цокки, Пьера-Жюля Мэна. Их произведения из терракоты, бронзы и мрамора из коллекции музея дают представление о европейской скульптуре разных эпох.
Экспозицию дополняют изделия мастеров декоративно-прикладного искусства: шпалеры, вытканные на мануфактурах Франции и Фландрии, разнообразная мебель и обширная коллекция фарфора XVIII—XX в.в. ведущих заводов Западной Европы — Мейсена, Севра, Вены, Копенгагена.

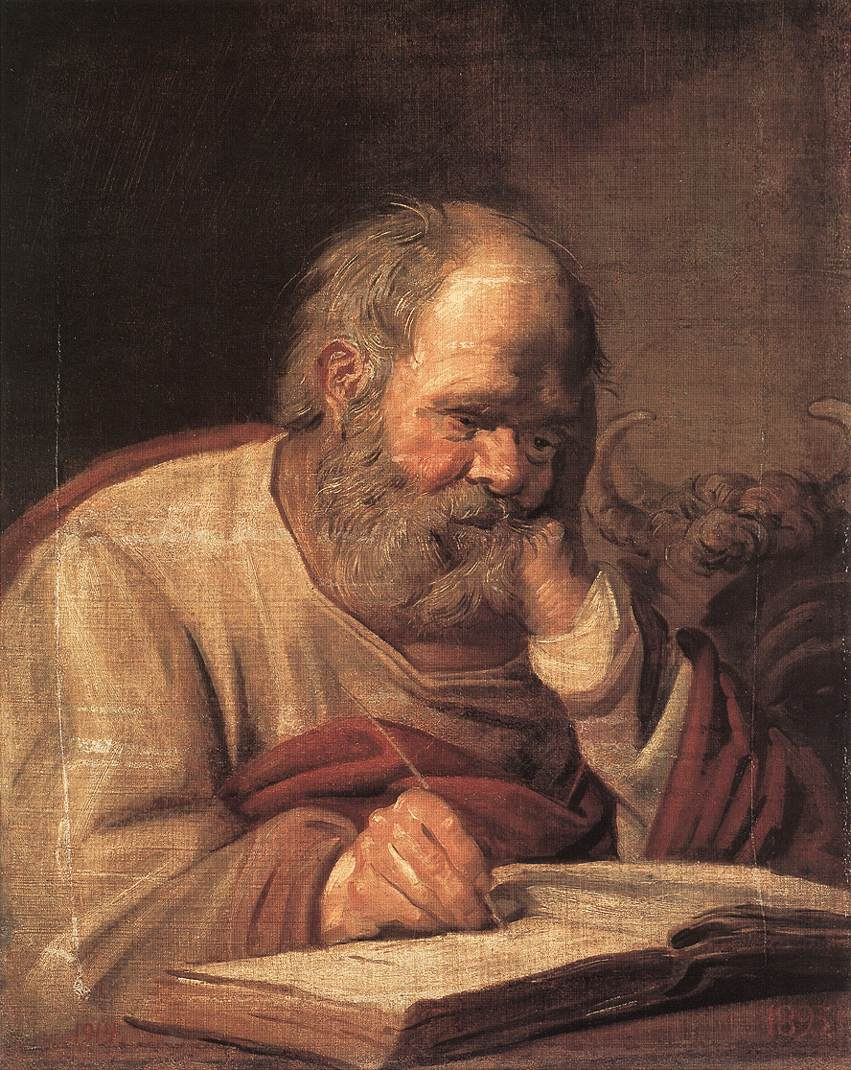
Евангелист Лука, Франс Халс
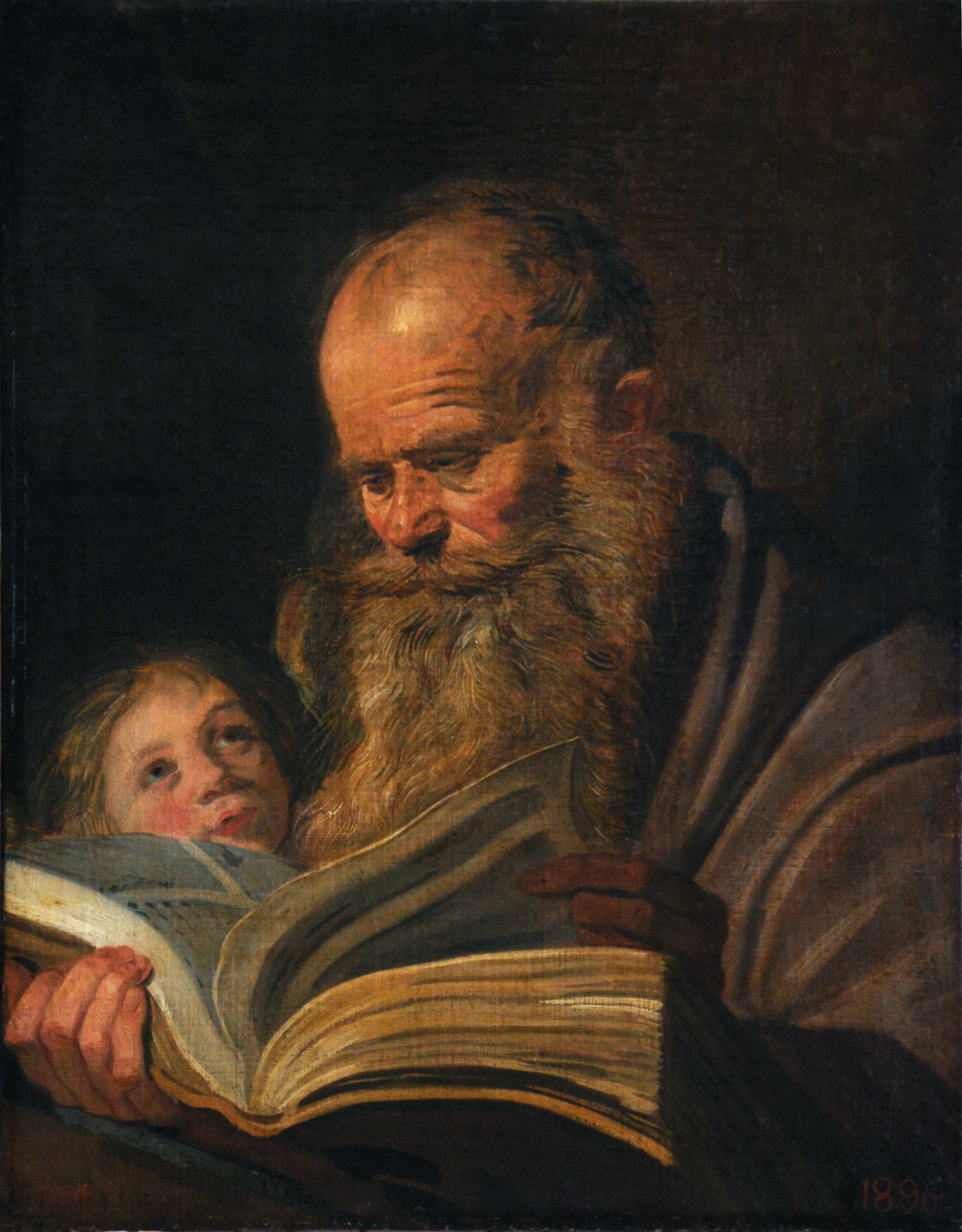
Евангелист Матфей, Франс Халс
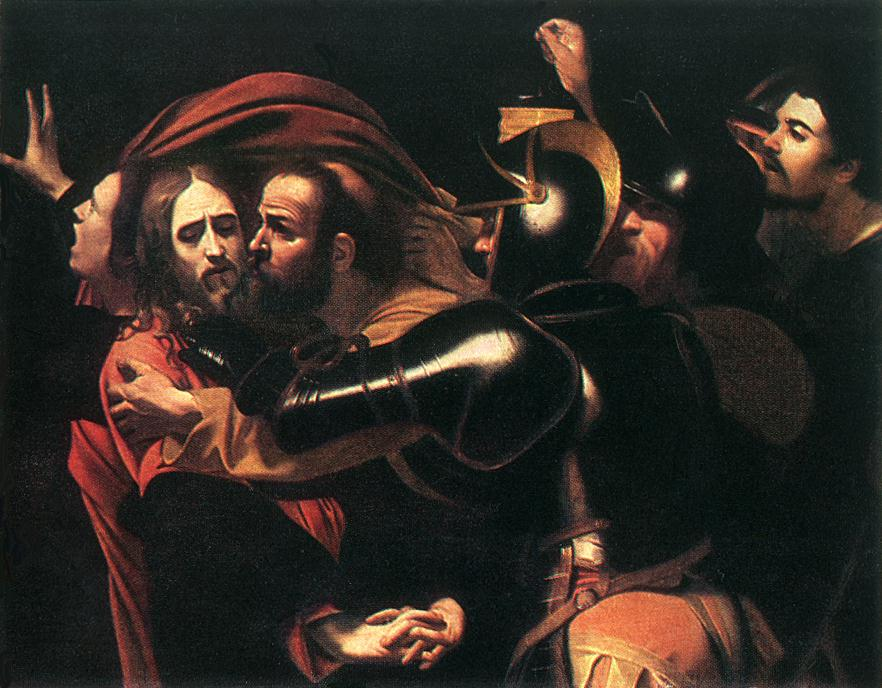
Взятие Христа под стражу, Караваджо
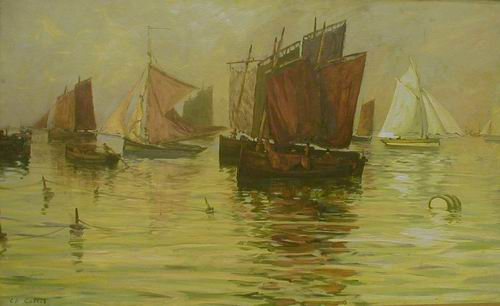
Парусники, Шарль Котте
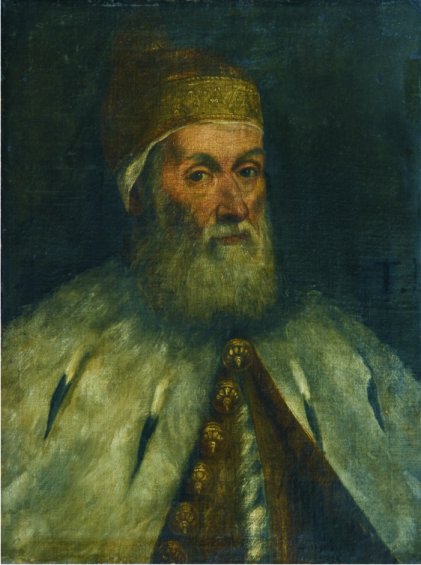
Портрет Франческо Донато, Тициан

#### Отдел искусства стран Востока
Восточный отдел Одесского музея западного и восточного искусства был создан в 1951 году на основе экспонатов, переданных из Государственного музея искусства народов Востока, Государственного Эрмитажа и Киевского музея западного и восточного искусства (ныне Национальный музей искусств имени Богдана и Варвары Ханенко). Также в основу восточной коллекции вошли экспонаты из частных коллекций, переданные в 1920—1930-х годах.
Всего восточная коллекция ОМЗВИ насчитывает порядка 2500 экспонатов. Самые знаковые предметы вошли в постоянно действующую экспозицию музея, которая знакомит с искусством Китая, Японии, Индии, Ирана и других стран Востока. Каждый регион представлен самыми характерными произведениями декоративно-прикладного творчества, живописи, скульптуры, ювелирного искусства, которые демонстрируют всё многообразие и уникальность восточной культуры.
Посетителей музея ждёт незабываемая встреча с персидскими книжными миниатюрами, туркменскими ювелирными украшениями, индийскими изделиями из слоновой кости, буддийской культовой пластикой и живописью, японскими гравюрами укиё-э, китайским фарфором и многими другими шедеврами восточных мастеров.

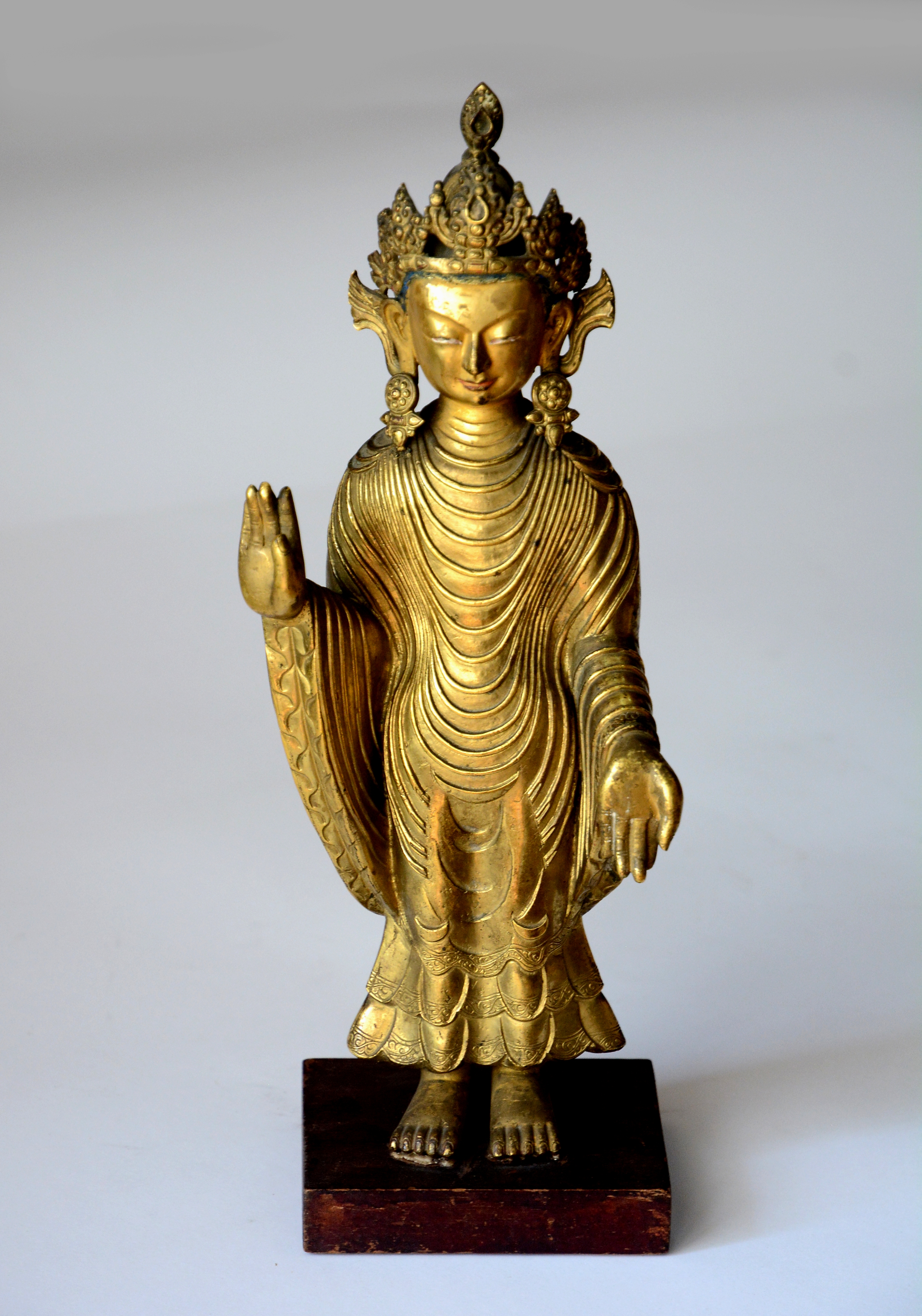
Будда Шакьямуни, Тибет, 19 век
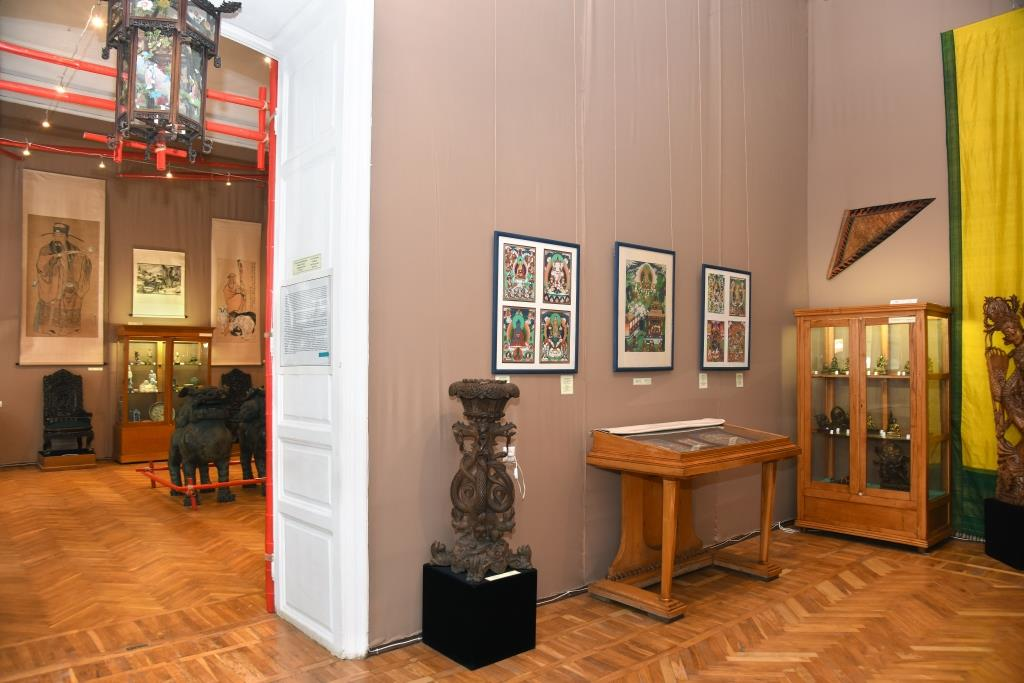
Восточная экспозиция

#### Отдел Античного искусства
Античный отдел возник в год основания Одесского музея западного и восточного искусства — в 1924 г., с целью экспонирования, сохранения и исследования произведений эпохи Античности как отправной точки в истории всей западноевропейской культуры.

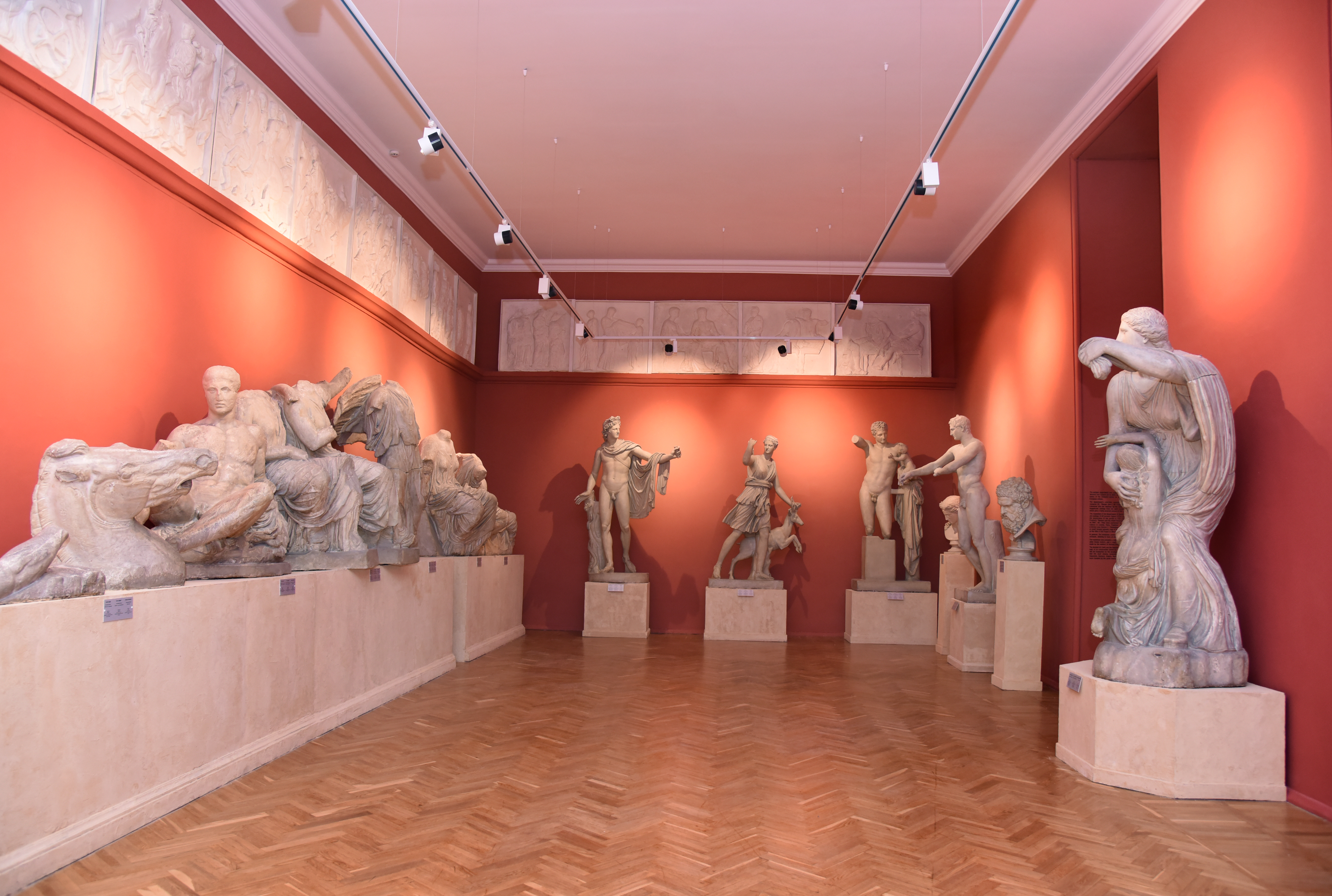
Зал Античного искусства

Собрание отдела составляют экспонаты античной греческой керамики 6 — 2 вв. до н. э., римского стекла 1 — 3 вв., переданные музею Государственным Эрмитажем в 1949 г. и закупленные у частных лиц; римский мраморный барельеф, а также великолепные слепки с наиболее известных произведений древнегреческой и древнеримской скульптуры, которые дают достаточно точное представление о подлинниках.
В экспозиции отдела Античного искусства представлено более 80 произведений. Среди них — слепки всех уцелевших фигур скульптурной группы восточного фронтона Парфенона — шедевра периода высокой классики, а также слепки с прославленных скульптур: «Гермеса с младенцем Дионисом» Праксителя, «Аполлона Бельведерского» Леохара, знаменитой «Венеры Милосской» и др. Они были выполнены западноевропейскими мастерами в середине 19 века в Лондоне, Париже, Франкфурте- на-Майне по заказу Императорского Новороссийского университета (ныне Одесский национальный университет имени И. И. Мечникова). Также в экспозиции представлена точная бронзовая гальванокопия 19 в. бюста Диониса, оригинал которого был найден на Вилле Папирусов в Геркулануме.
В экспозиции также представлена коллекция южно-итальянских ваз, керамики Аттики, Коринфа и других греческих центров, а также небольшое собрание хрупких и изящных сосудов из стекла работы мастеров Древнего Рима.
В целом экспозиция охватывает все периоды древнегреческого искусства, начиная с эпохи архаики, и позволяет проследить все этапы его развития.

## История создания коллекции
Музей был основан в 1924 г. на базе коллекций Государственного художественного музея, Одесского музея изящных искусств, кабинета истории искусств Новороссийского университета и ряда частных собраний. Коллекция пополнялась ценными экспонатами за счёт поступлений из Государственного Эрмитажа, ГМИИ им. Пушкина, Киевского музея западного и восточного искусства и других собраний.
Восточный отдел был открыт в 1951 году из экспонатов, которые поступили из государственных коллекций Москвы, Ленинграда, Киева.

## Здание музея
Здание музея — памятник архитектуры, построенный в 1856—1858 г. для бессарабского помещика Александра Михайловича Абазы . Автор архитектурного проекта — зодчий петербургской школы Луи (Людвиг) Сезар Оттон.

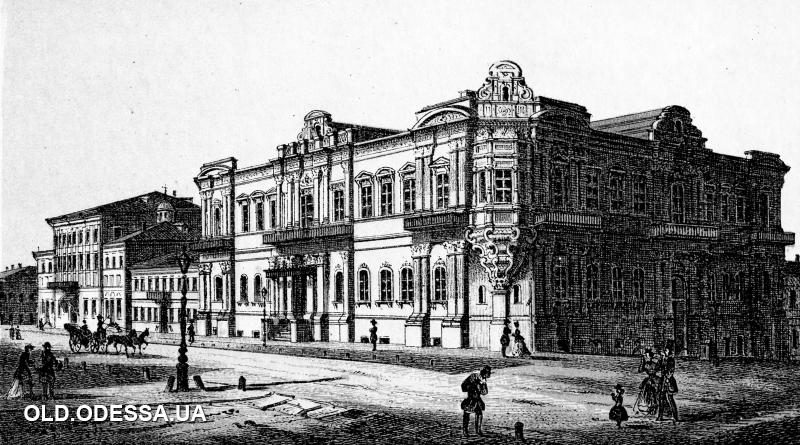
Здание музея в конце XIX века

Здание музея представляет собой образец историзма, характерного для архитектуры Одессы середины и конца XIX века. В стилистических решениях здания превалируют формы французского барокко XVII—XVIII вв. Наиболее интересен в архитектурном отношении вестибюль дворца с «распашной» парадной лестницей уникальной конструкции, высеченной из каррарского мрамора. Она имеет два марша и возведена без несущих балок-косоур, образуя тем самым эффект «парящего» сооружения.
Ещё один интересный архитектурный элемент здания — навесной балкон-эркер. Они начали входить в моду у архитекторов на два-три десятилетия позднее постройки здания — в период расцвета пышной эклектики на фоне строительного бума конца XIX в. Тем самым, Оттон «забежал вперёд», опередив своё время, тем самым обратив архитектурный элемент в своеобразную «визитную карточку» музея. К другим интересным деталям здания стоит отнести ажурные балконные ограждения и роскошный козырек над главным входом, выполненные по технике тонкостенного чугунного литья.
Интерьеры дворца отличаются богатым лепным декором, наборным паркетом из ценных пород дерева, резьбой, украшающей двери, фурнитурой из бронзы.
Знаменитая картина Микеланджело Меризи да Караваджо «Поцелуй Иуды» (Взятие Христа под стражу), которая была похищена из музея 30 июля 2008 года, была обнаружена в Берлине 25 июля 2009 года и сейчас находится на реставрации в Национальном научно-исследовательском реставрационном центре Украины

## Контакты
Одесский музей западного и восточного искусства работает ежедневно (кроме среды)
с 10:00 до 17:00 (1 ноября — 31 марта) с 10:30 до 18:00 (1 апреля — 31 октября)
9, Пушкинская, Одесса, Украина
- Официальная страница музея в Facebook Архивная копия от 26 февраля 2022 на Wayback Machine
- Официальный сайт музея Архивная копия от 18 апреля 2021 на Wayback Machine
- Официальный канал музея в Telegram Архивная копия от 19 апреля 2021 на Wayback Machine
- Официальный профиль музея в Instagram

## Фильмография
- 1970 — Возвращение «Святого Луки».